# Odanak
Odanak är ett reservat för abenakier i  beläget centralt i provinsen Québec i Kanada. Det ligger i regionen Centre-du-Québec, i den sydöstra delen av landet, 230 km öster om huvudstaden Ottawa. Landarean är 5,6 kvadratkilometer. Befolkningen vid den kanadensiska folkräkningen 2021 var 481, och de flesta var abenakier och tillhörde Kanadas First Nation. Territoriet ligger nära mynningen av Saint-François-du-Lac vid dess sammanflöde med St. Lawrencefloden. Reservatet ligger delvis inom gränserna för Pierreville, över floden Saint-François-du-Lac. Odanak är ett Abenaki-ord som betyder "i byn".

## Historia

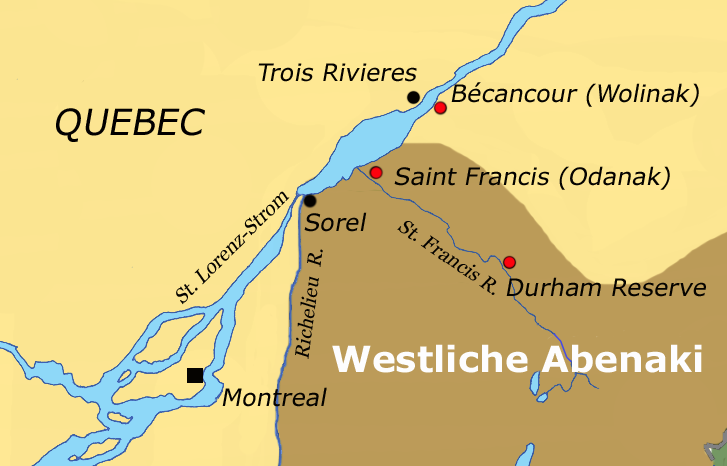
Karta med abenakiernas reservat i Kanada

### Europeiska sjukdomar minskar befolkningen
När européerna anlände till den nya kontinenten bodde de östra abenakierna i stora delar av det som nu är den amerikanska delstaten Maine, medan de västra abenakierna bodde i området kring New Hampshire och Vermont så långt som till Lake Champlain. Omkring år 1600 uppskattas det att det fanns omkring 14 000 östliga och 12 000 västliga abenakier. Båda stammarna hotades av utrotning inom några decennier på grund av krig och de många förödande epidemierna främst smittkoppor och mässling som ursprungsbefolkningen i Amerika saknade immunitet mot.

### Pälshandel och jesuitmission
Abenaki utvecklades till en av de viktigaste handelspartnerna för de europeiska pälshandlarna. Franska jesuiter kom till landet och etablerade missionsstationer. Snart fick Abenaki rykte om sig att vara de mest hängivna katolikerna och att vara bland de mest lojala indianska allierade till Frankrike. Spänningarna mellan kolonialmakterna Frankrike och Storbritannien växte och en rad kolonialkrig följde, där Abenaki alltid kämpade på fransmännens sida. I ett anfall av brittiska trupper mot jesuitmissionen Norridgewock vid Kennebecfloden 1724 dödades den franske prästen fader Sébastien Rasles och många Abenaki. De överlevande flydde till Kanada.

### Abenakis två reservat i Kanada
Under tiden hade två permanenta tillflyktsorter för Abenaki utvecklats i Nya Frankrike: Wôlinak eller Bécancour, nära Trois-Rivières, som huvudsakligen beboddes av östra Abenaki från södra Maine, och Odanak eller St. Francis, cirka 45 km åt sydväst om Wôlinak. Odonaks befolkning dominerades av en blandning av västra Abenaki, Penacook och New England Algonquin . Under kolonialkrigen korsade Abenaki-krigare gränsen härifrån i små grupper och gjorde räder mot de brittiska bosättningarna i New England. Raiderna innebar flera hundra kilometers vandring och sedan att återvända lastade med byte. År 1759 utsattes Odanak för en brittisk motattack Odonakmassakern när Rogers Rangers förstörde byn i det fransk-indianska kriget. Senare återuppbyggde flyende invånare sin by på samma plats.

## Utvecklingen till nuvarande situation
Efter nedgången i pälshandeln försörjde sig många abenakier genom att arbeta inom träindustrin, bygga kanoter och som korgmakare. Efter skapandet av den kanadensiska konfederationen 1867 blev Odanak ett federalt reservat. Även under senare år håller hantverket i traditionell stil hög kvalitet och är mycket efterfrågad. Omkring 25 invånare på reservatet arbetar fortsatt i denna verksamhet. De flesta abenakier i Odanak talar franska eller engelska och mycket få talar fortfarande sitt traditionella språk. Den rekonstruerade missionskyrkan och museet med många utställningar som skildrar Abenaki-kulturen är sevärdheter. Abenaki Museum of Odanak  det äldsta museet för indiansk kultur i Quebec. Det officiella namnet på reservatets invånarna är St. Francis Abenaki från Odanak-reservatet. Tillsammans med invånarna i Wôlinak tillhör de Waban-Aki-nationen.